# Distretto di Kra Daadi
Il distretto di Kra Daadi è un distretto dell'Arunachal Pradesh, in India. Il suo capoluogo è Jamin.
Il distretto è stato istituito l'8 febbraio 2015 separandolo dal distretto di Kurung Kumey] in seguito ad una riforma amministrativa stabilita dal Arunachal Pradesh (Re-Organization of Districts) (Amendment) Bill del 2013.